# Winter Summerland
O Disney's Winter Summerland Miniature Golf é um dos dois campos de minigolfe do Walt Disney World, na Flórida, juntamente com o Fantasia Gardens. Possui dois campos de 18 buracos, um com tema de inverno e outro com tema de verão. Cerca de 450.000 partidas de golfe são jogadas nos dois campos de minigolfe do Walt Disney World combinados a cada ano.

## História fictícia
Segundo conta a lenda, na véspera de Natal, o Papai Noel estava voando de volta para o Polo Norte e descobriu neve sobre a Flórida. Depois de avaliar a situação, ele decidiu criar um local de férias para seus duendes fora de serviço, um Winter Summerland. Papai Noel decidiu que a única coisa que faltava era um campo de golfe. Ele dividiu seus duendes em dois grupos, um que gostava da luz do sol da Flórida e outro que gostava da neve e do frio do Polo Norte. Os grupos construíram dois campos de golfe de 18 buracos distintamente diferentes, um campo de areia chamado "Summer" e um campo de neve chamado "Winter".

## Localização
Ele está localizado perto da entrada do Blizzard Beach. Está aberto diariamente das 10h às 23h. Uma pequena seleção de bebidas (água, refrigerante, suco e cerveja) e lanches (batatas fritas e doces), bem como produtos relacionados ao golfe, estão disponíveis para compra. Pequenos armários estão disponíveis e há reembolso quando a chave é devolvida.
- Inaugurado em março de 1999
- Tanto o lado Winter quanto o lado Summer têm um recorde de 25 tacadas